# 의열단
의열단(義烈團)은 약산 김원봉을 단장으로 하는 무장독립운동단체로 1919년 11월 9일 설립됐다. 이들은 프랑스 조계지역(외국인 치외법권지역)인 중국 상하이에서 무력항쟁으로 일본제국의 대한제국에 대한 식민통치에 대항하는 독립운동을 했다. 이들이 상하이에서 활동한 이유는 프랑스와 일본의 대립으로 인해, 프랑스 경찰이 조선인 독립운동가들을 보호했기 때문이다.
의열단은 비폭력투쟁인 3.1운동이 일본의 폭력으로 실패한 것을 보았으므로 광복을 위해 무력만을 수단으로, 암살만을 정의로 삼아 5개소의 적 기관 파괴와 7악의 제거를 위해 파괴활동을 벌였다. 이때 5개소의 적 기관은 조선총독부·동양척식주식회사·매일신보사·경찰서·기타 중요 기관이며, 7악은 총독부 고문·군 수뇌·대만 총독·친일파 거물·밀정·반민족적 토호·열신(劣紳)이다. 말하자면 의열단에서는 폭력투쟁으로 일본의 지배, 착취, 친일파들의 일본과의 결탁에 맞선 것이다.

## 주요 사건
- 1920년 9월 14일: 박재혁이 부산 경찰서에 들어가 경찰서장을 폭사시켰다.
- 1920년 12월 27일: 최수봉이 밀양경찰서 소속 모든 경찰이 모인 가운데 폭탄을 투척 하였다.
- 1921년 9월 12일: 김익상이 조선총독부 청사에 들어가 폭탄을 던졌다. 폭발로 청사 일부가 부서졌다.
- 1922년 3월 28일: 김익상, 이종암, 오성륜이 상해 황포탄 부두에서 일본 육군 대장 다나카 기이치를 암살하려다 체포되었다. 오성륜 의사는 가까스로 탈옥하고, 김익상 의사는 1943년 처형되었다.
- 1923년 1월 12일: 김상옥이 종로 경찰서에 폭탄을 투척 하였다.
- 1924년 1월 5일: 김지섭이 도쿄의 궁성 정문 앞 이중교에서 폭탄을 던졌으나 불발 하였다.
- 1924년 6월 1일: 김병현, 김광추, 박희광이 친일파 정갑주와 가족을 사살하였다.
- 1924년 6월: 김병현, 김광추, 박희광이 이토 히로부미 수양녀이자 독립운동가들의 정보를 일본 경찰에 넘기던 밀정, 배정자에 대한 암살을 시도하였으나 실패함(배정자가 은퇴하게 된 사건임), 친일파 조직인 일진회 이용구 회장 암살 시도 중 부상만 입힌 채 실패함
- 1924년 6월 7일: 김병현, 김광추, 박희광이 봉천성 일본 총영사관 폭탄을 투척 하였으나 불발로 실패, 대서관, 금정관에서 군자금 탈취하다 현장에서 김광추는 총에 맞아 순국, 김병현과 박희광은 체포되었다.
- 1926년 12월 28일: 나석주가 동양척식주식회사와 조선식산은행을 습격하였다.
- 1927년 8월 1일: 의열단은 난창 폭동에 참여 이날은 중국 공산당이 최초로 무장하여 싸운 날로 나중에 중국 인민해방군의 창립기념일이 되었다 그러나 의열단이 와해되는 결과를 맞았다.

의열단의 의열투쟁은 김지섭의 도쿄거사로 사실상 막을 내렸다. 김원봉 단장은 무장투쟁이 단원들만 희생된 채, 큰 성과를 내지 못함에 따라, 의열단의 투쟁 노선을 재정립하고 방향을 전환할 것을 검토했다. 이후의 활동들은 의열단 지휘부의 체계적인 투쟁이 아닌, 개별적인 투쟁이었다.
- 1928년 11월 10일의열단은 '창립 9주년에 즈음하여'라는 성명서를 내었다 (공산주의자 소비에트 그런 문구가 들어가 있다)

- 1929년에와서 비공산주의자 의열단원 중 많은 민족주의자들이 공산주의반발하여 단원들이 이탈함에 따라 겨우 잔당에 의하여 명맥을 유지하기에 이르렀다.

- 1929년 12월 2일

“조선의 전 피압박대중이 요구하는 조직은 단순히 어떤 일계급의 전위적 조직이 아닌 대중적 협동전선의 형태인데 본단(本團)은 근본적으로 그 취지에 부응치 못하였다”라는 해체 성명서를 내고 스스로 해체하였다 (한국사 데이터 베이스)

## 단원
창립을 함께 한 단원은 김원봉, 윤세주, 이성우, 곽경, 강세우, 이종암, 한봉근, 한봉인, 김상윤, 신철휴, 배동선, 서상락, 권준, 이수택, 이낙준이었다. 1923년 상해 일본 총영사가 일본 외무대신에게 보낸 보고서에 의하면, 당시 의열단 단원이 천여명에 이르렀다고 한다. 1926년 이후 많은 수의 의열단원들은 중국 국민당정부의 북벌을 위한 학교였던 황포군관학교에 입학하여 군사정치교육을 받았다. 이후 이들은 의열단을 조선민족혁명당으로 개편하였다. 그러나 조선민족혁명당이 각 파벌의 권력투쟁으로 인하여 이루어지지 않아 의열단은 조선민족독립당으로 새출발을 하고 11명의 위원을 선출했다.
단원 중 박재혁은 부산경찰서장 하시모토 슈헤이(橋本秀平)에게 폭탄을 투척하였고, 최수봉은 밀양경찰서에 폭탄을 투척하였다. 김익상은 조선총독부 청사에 폭탄을 투척하였다. 또 김익상은 이종암, 오성륜과 함께 상해에서 일본육군대장 다나카 기이치를 저격 시도하였다. 김상옥은 종로경찰서에 폭탄을 투척하였고, 김지섭은 일본 동경 궁성에 폭탄을 투척하였다. 김병현, 김광추, 박희광은  만주 봉천성 일본총영사관(總領事館)에 폭탄을 투척하였으나 불발되었다. 나석주는 동양척식주식회사에 폭탄을 투척하였다.

### 사진

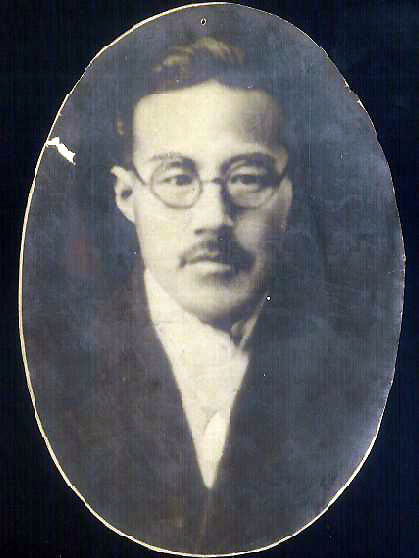
황상규
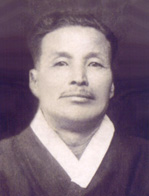
김대지
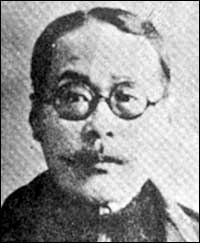
곽재기
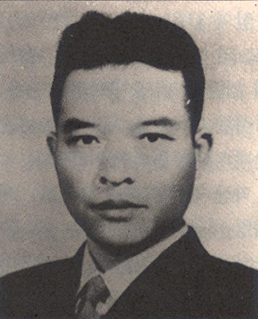
김원봉
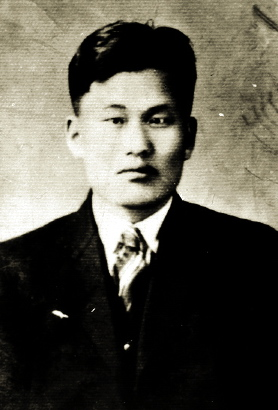
윤세주
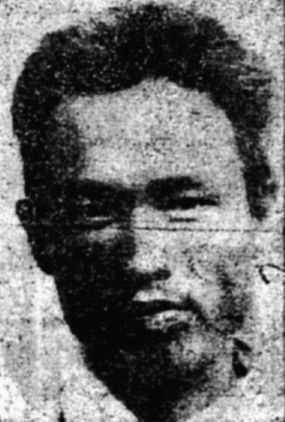
이종암
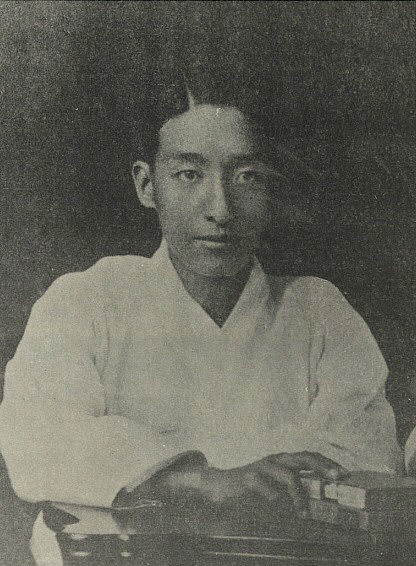
박재혁
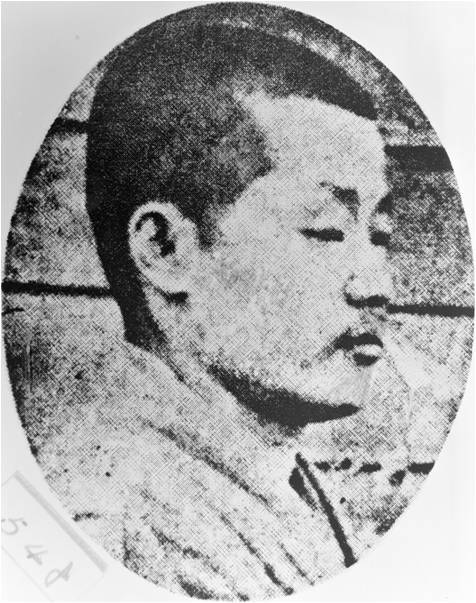
최수봉
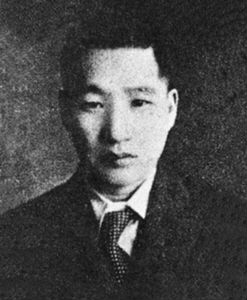
김익상
오성륜
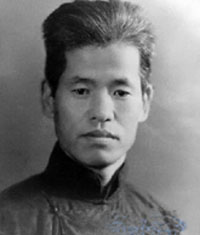
류자명
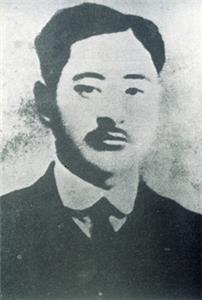
김상옥
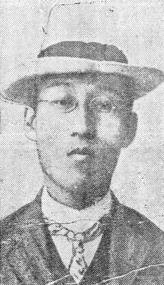
황옥
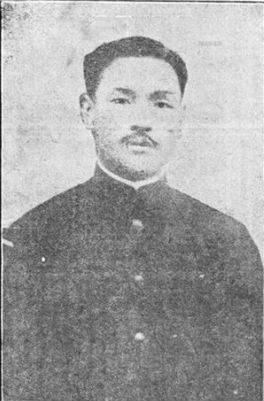
김시현
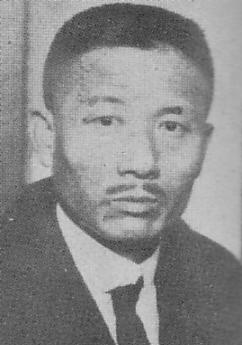
김지섭
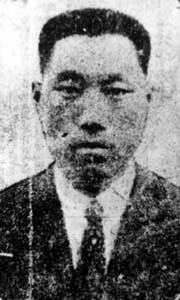
나석주
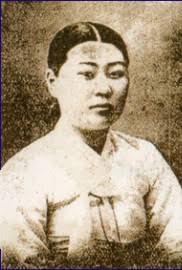
현계옥

## 공약 10조
1. 천하에 정의로운 일을 맹렬히 실행하기로 한다.
2. 조선의 독립과 세계의 평등을 위하여 몸과 목숨을 희생하기로 한다.
3. 충의(忠義)의 기백과 희생의 정신이 확고한 자라야 단원으로 한다.
4. 단의 뜻을 우선하고 단원의 뜻을 실행하는데 속히 한다.
5. 의백(義伯,올바른 성품을 가진 지도자) 한 사람을 선출하여 단체를 대표하게 한다.
6. 언제 어디서든지 매월 일차씩 상황을 보고한다.
7. 언제 어디서든지 모이도록 요청하면 꼭 응한다.
8. 죽지 않고 살아있어 단의 뜻을 이루도록 한다.
9. 한 사람은 다수를 위하여, 다수는 한 사람을 위하여[2] 헌신한다.
10. 단의 뜻에 배반한 자는 척살 한다.

## 창립 9주년에 즈음하여
오늘 본단의 창립 9주년 기념일을 맞이하는 우리들은 오늘을 최대의 정열과 무량한 감개를 가지고 기념하는 동시에 냉정한 심정으로 우리의 과거를 회고하고 현재를 직시하여 장래를 계획한다.(중략)
우리들은 폭력적 혁명을 강조하고 민중적 운동을 제창하면서 1919년 11월 10일에 의열단을 조직하였다. 그리고 본단은 창립후 그 정신을 실천하기 위하여 끊임없는 노력을 했다. 제1차로 郭敬, 李成字 등의 폭탄사건을 비롯하여 朴在爀의 釜山 폭탄사건, 金益相의 총독부 파괴사건, 吳成崙의 黃埔灘, 田中 습격사건, 金始顯, 劉錫鉉, 黃珏 등의 폭탄사건, 金祉燮의 왜적 왕궁 폭탄사건, 羅錫疇의 東拓 습격사건……등 무릇 16차에 걸친 대파괴 암살운동을 실행했다.
그러나 지금에 와서 스스로 비판하면 본단도 창립 당시에 조선혁명을 계획하고 실행함에 있어서 많은 과오와 부족한 점이 있었던 것은 숨길 수 없는 사실이지마는 여러 가지 타락분자, 비겁분자, 공론분자, 폭력부인분자들 사이에서 혁명적 의열정신을 훌륭히 유지전개해 온 것은 조선 혁명사에서 광휘있는 사실에 틀림 없다. 우리들은 항상 실천을 통하여 많은 것을 배우는 본단 자체의 실천과 조선 혁명운동 전체의 실천 내지 세계 혁명운동의 실천은 우리들의 견해를 한 계단 한 계단씩 진전시켜 왔던 것이다.(중략)
조선의 혁명과 세계의 혁명을 연결시킨 것, 조선혁명의 결정적 역량을 노농대중에게 추구한 것, 광범한 대중의 혁명적 요구를 반영한 구체적 강령을 게제한 것, 폭력혁명의 준비 및 조직을 고양한 것, 그리고 모든 혁명을 조직하여 전민족적 통일기관의 촉성을 주장한 것 등은 오늘에 있어서도 그 정당성이 더욱 더 강조되지 않으면 안된다.
우리들은 지금 조선혁명에 관련된 현재의 정세를 다시 한번 고찰할 때 그 중요한 것을 다음과 같이 요약할 수 있다.
1. 일본 제국주의가 조선민중에 대한 극도의 압박착취
2. 그것에 대한 조선 각계급 각층의 반항 내지 불평
3. 민족적 공동전선의 개시
4. 공산주의자의 지도 아래 급격히 전개되는 노농대중의 운동
5. 혁명전선에서의 우익세력의 대두
6. 제국주의 세계의 안정이 급격히 붕괴되고 그것에 따른 광적인 반동
7. 세계 무산계급 및 약소민족의 반제국주의적 전선과 세계혁명적 전선과의 동맹 확립과 세계혁명 파도의 상승
8. 소비에트연방이 모든 혁명의 우군으로 존재함에 대한 제국주의 열국의 연합적 반격
(두서 생략) 강도 일본에게서 조선의 절대 독립을 탈환하기 위하여는, 그 현재의 폭압에 항거하기 위하여는 다만 협동통일의 길이 있을 뿐이다.
그러기 위해서는 여러 가지 주의에 따른 대립, 모든 붕당에 의한 분열이 극복되지 아니하면 안된다. 그리고 조선 혁명운동은 더 나아가서 세계 혁명전선에까지 굳게 통일되지 않으면 안된다. 제약소민족의 해방운동만이 우리들 동맹군의 목적은 아니다. 세계의 무산계급 혁명운동도 또한 우리들이 믿을만한 동맹군이므로 우리들은 그들과 동맹하지 않으면 안된다. 
소비에트연방과의 동맹, 그것을 제국주의에 대하여 지지하는 것도 마찬가지로 절대 필요하다.
우리들은 민족적 협동전선을 절규하고, 그것을 위해서는 어떠한 노력도 아끼지 않는다. 그러나 우리들이 절규하는 협동전선은 형식적인 것이 아니라 실질적인 것이고, 우경적인 것이 아니라 전투적인 것이다. 우리 민족의 절대 다수도 노농대중이며 가장 혁명적인 계층도 그들인 것이다. 우리들은 전선의 기초를 그들에게 두지 않으면 안된다. 현재 급속히 진전하는 조선 노농계급 운동을 더욱 발전시켜 그것을 독립운동과 연결시키는 것이 협동전선의 최대 조건이 아니면 안된다. 동시에 현재 대두하고 있는 여러 가지 우경 내지 타락 경향에 대해서는 협동전선에서 끊임없이 투쟁하지 않으면 안된다. 우리들은 모든 전투회피자, 폭력부인자, 점진주의자 등을 의연히 혁명의 적으로 규정하고 그들과 싸우려고 한다.
그리고 우리들은 우리 혁명운동의 전선통일을 절대로 주장하고 그 실현을 위하여 최대의 노력을 경주할 것을 맹세한다.
본단은 9주년 기념일에 즈음하여 위와 같은 견해와 주장을 고창하면서 다음과 같은 함성을 올린다.
강도 일본을 타도하자.
전투적 협동전선으로.
통일적 독립당을 완성하자.
자치주의자를 타도하자.
혁명의 기초를 노농대중에게.
세계혁명과 연결하자.
소비에트연방과 동맹하자.
1928년 11월 10일
조선의열단 중앙집행위원회

## 조선혁명선언

1923년 4월 14일자 동아일보에 실린 조선혁명선언 기사내용. 폭탄,권총,양부(爆彈拳銃兩部)라는 제목하에 크게 쓰인 제목이 조선혁명선언 내용 기사글이다.

약산 김원봉 선생은 1923년 북경을 방문하여 당시 임시정부의 외교우선론에 반대하고 무장투쟁론을 주장하던 단재 신채호 선생을 만나 의열단의 정신을 글로 써달라는 요청을 했다. 신채호는 김원봉을 따라 상해로 와서 폭탄 만드는 시설을 살펴보고, 약 한달 동안 여관방에 앉아 한국독립운동사에서 중요한 위치를 차지하는 의열단선언 즉, 조선혁명선언을 집필했다.
그들은 의열단 선언을 인쇄하여 살포하였고 단원의 필독서로 지정하였다. 의열단원들은 거사 후에 본 선언문을 남겨 거사의 뜻을 전달하였다.
민중은 우리 혁명의 대본영(大本營)이다.
폭력은 우리 혁명의 유일 무기이다.
우리는 민중 속에 가서 민중과 손을 잡고 끊임없는 폭력 - 암살· 파괴·폭동으로써,
강도 일본의 통치를 타도하고,
우리 생활에 불합리한 일체 제도를 개조하여,
인류로써 인류를 압박치 못하며,
사회로써 사회를 수탈하지 못하는 이상적 조선을 건설할지니라.— 조선혁명선언 제 5장 마지막 문장

이 선언에서 신채호는 독립투쟁방법으로 이승만의 외교론과 안창호의 준비론 등을 모두 부차적이라고 설득하였으며, 무장투쟁을 최우선하는 의열단의 뜻을 분명히 밝혀주었다. 

## 임시정부와의 관계
임시정부 초기에 안창호는 부분적인 모험행동을 피하고 적응 시기에 대거할 것을 요청하였다. 그리고 폭탄을 규율 없이 단독적으로 사용하지 말고 임시정부 군사당국에 예속하여 실력을 점축한 뒤 상당한 때에 대거하라고 제안하였다. 그러나 김원봉은 임시정부의 활동을 미온적인 것으로 보았고, 이승만의 신탁통치 제안이나 임정내의 파벌 싸움에 매우 실망한 상태였기 때문에 받아들이지 않았다. 또한 자신들의 무장 투쟁을 '모험행동'으로 받아들이는 것도 김원봉의 입장에서는 받아들이기 힘들었다.
임시정부의 개조파는 국민대표회의의 실패 이후에 창조파를 소외시키기 위하여 의열단과 제휴하였다. 이 후 의열단은 임시정부의 한 축이 되었고, 사회주의계 독립운동을 배격하던 우파 계열의 김구도 의열단의 활동에 크게 고무되어 한인애국단을 조직하고 무장투쟁이라는 같은 방법의 독립운동을 전개하게 되었다.

## 같이 보기
- 조선의용대
- 한인애국단

## 참고 문헌
- 《약산 김원봉》, 이원규 저. 실천문학사
- 《약산 김원봉 평전》, 김삼웅 저. 시대의 창
- 《1923 경성을 뒤흔든 사람들》, 김동진 저. 서해문집
- 한국사 데이터 베이스